# Prunus brittoniana
Prunus brittoniana là loài thực vật có hoa trong họ Hoa hồng. Loài này được Rusby miêu tả khoa học đầu tiên năm 1893.